# Acacia pauciflora
Acacia pauciflora é uma espécie de leguminosa do gênero Acacia, pertencente à família Fabaceae.